# Luca (Fluss)
Der Luca (portugiesisch Ribeira Luca) ist ein Fluss in Osttimor. Er wird auch Welolo (Mota Welolo) genannt.

## Verlauf
Im Grenzgebiet zwischen den Sucos Barique (Gemeinde Manatuto) und Laline (Gemeinde Viqueque) entspringt der Derac. Während seines Verlaufs durch den Süden von Laline ändert er seinen Namen in Has. Von Westen her trifft auf ihn der Datametan, der einen Teil der Grenze zwischen Laline und dem Suco Ahic bildet. Nach dem Zusammenfluss heißt das Gewässer nun Lacluta, durchquert Ahic und wird breiter. Im Grenzgebiet zum Suco Dilor entspringt der Derocaan. Nachdem er sich mit dem Laclubar vereinigt hat, bilden die Flüsse gemeinsam den Luca. Der Luca durchquert den Südwesten Dilors, wo aus Norden kommend, der in Dilor entspringende Cauhoo in ihn mündet. Nachdem der Luca Dilor verlassen hat, wird er zum Grenzfluss zwischen den Sucos Ahic und Luca im Westen und Uma Tolu im Osten. Bevor er schließlich durch den Suco Luca weiter nach Süden fließt, teilt er sich auf. Der eigentliche Luca ist der östliche, schmalere Arm, der den Suco Luca durchquert und nahe seiner Ostgrenze schließlich die Timorsee erreicht. Der westliche, breite Arm heißt Tama (Mota Tama). Er teilt sich nochmal in zwei Arme auf und versickert dann in der Küstenebene Lucas.